# カナダの世界遺産
カナダの世界遺産（かなだのせかいいさん）はユネスコの世界遺産に登録されているカナダ国内の文化・自然遺産。

※この項目はウィキプロジェクト 世界遺産に準じて作成されています

## 文化遺産
- ランス・オ・メドー国定史跡 - （1978年）
- スカン・グアイ（アンソニー島） - （1981年）
- ヘッド-スマッシュト-イン・バッファロー・ジャンプ - （1981年）
- ケベック歴史地区 - （1985年）
- ルーネンバーグ旧市街 - （1995年）
- リドー運河 - （2007年）
- グラン＝プレの景観 - （2012年）
- レッド・ベイのバスク人捕鯨基地 - （2013年）
- ライティング＝オン＝ストーン/アイシナイピ（英語版） - （2019年）
- トロンデック＝クロンダイク - （2023年）

## 自然遺産
- ナハニ国立公園 - （1978年）
- クルアーニー／ランゲル＝セント・イライアス／グレーシャー・ベイ／タッチェンシニー＝アルセク（アラスカ・カナダ国境地帯の山岳公園群） - （1979年）
- 恐竜州立自然公園 - （1979年）
- ウッド・バッファロー国立公園 - （1983年）
- カナディアン・ロッキー山脈自然公園群（バージェス頁岩を含む） - （1980年、1984年）
- グロス・モーン国立公園 - （1987年）
- ウォータートン・グレイシャー国際平和自然公園 - （1995年）
- ミグアシャ国立公園 - （1999年）
- ジョギンズの化石の崖群 - （2008年）
- ミステイクン・ポイント - （2016年）
- アンティコスティ - （2023年）

## 地域別

### アルバータ州
- ウッド・バッファロー国立公園
- カナディアン・ロッキー山脈自然公園群
- 州立恐竜公園
- ヘッド-スマッシュト-イン・バッファロー・ジャンプ
- ライティング＝オン＝ストーン/アイシナイピ（英語版）

### オンタリオ州
- リドー運河

### ケベック州
- ケベック歴史地区
- ミグアシャ自然公園
- アンティコスティ

### サスカチュワン州
- なし

### ニューファンドランド・ラブラドール州
- グロス・モーン国立公園
- ランス・オ・メドー国定史跡
- レッド・ベイのバスク人捕鯨基地
- ミステイクン・ポイント

### ニューブランズウィック州
- なし

### ノバスコシア州
- ルーネンバーグ旧市街
- ジョギンズの化石の崖群
- グラン＝プレの景観

### ブリティッシュコロンビア州
- カナディアン・ロッキー山脈自然公園群
- スカン・グアイ（アンソニー島）

### プリンスエドワードアイランド州
- なし

### マニトバ州
- なし

### ノースウエスト準州
- ウッド・バッファロー国立公園
- ナハニ国立公園

### ヌナブト準州
- なし

### ユーコン準州
- アラスカ・カナダ国境地帯の山岳公園群
- クルアニ国立公園（英語版）
- トロンデック＝クロンダイク - （2023年）